# Абатство Клерфонтен (Буйон)
Абатство Клерфонтен (на френски: Abbaye de Clairefontaine, официално наименование Abbaye Notre-Dame de Clairefontaine) известно и като Абатство Кордемуа е трапистко абатство, разположено на 3 км от гр.Буйон, в местността Кордемуа, на брега на река Семуа, в Южна Белгия, провинция Люксембург на около 70 км югоизточно от Шарлероа, на границата с Франция. Абатството е част от Ордена на цистерцианците на строгото спазване.

## История
Абатството е основано през 1815 г. в Mondaye; впоследствие общността се мести в La Cour-Pétral през 1845 г. и в Буйон през 1935 година. Придобива статут на абатство на 19 юли 1935 г.
Днес абатството е действащ женски католически манастир с около 25 манахини, част от Траписткия орден, член на Международната трапистка асоциация. Към абатството има къща за гости с 25 стаи, която е отворена за гости целогодишно, с изключение на месец януари. Монахините имат и пекарна, където се пекат вкусни хлебчета и бисквити, които продават в манастирския магазин. В манастира има и ателиета за керамика, рисуване върху коприна и други творчески занаяти, както ферма, в която отглеждат магарета, коне, овце и кози.